# Jean-Marc Tera'ituatini Pambrun
Pour les articles homonymes, voir Pambrun.
"Jamais [...] Polynésien ne porta la réflexion jusqu'à la limite-transfuge entre le culturel et le cultuel". (Hiti Teparii †1998).
Jean-Marc Tera'ituatini Pambrun, né à Paris le 22 décembre 1953, est un anthropologue de formation, qui fut l'un des intellectuels polynésiens les plus controversés[pourquoi ?] de sa génération. Fils d'un polynésien de Raiatea, il a fait toute sa carrière dans le champ culturel polynésien : directeur du département des traditions (1983-1992), chef de service de la culture de la mairie de Faa'a, directeur de la maison de la culture de Papeete, deux fois conseiller auprès du gouvernement local, puis enfin directeur du Musée de Tahiti et des îles depuis août 2005 jusqu'à sa mort à Créteil le 12 février 2011. Il met en place plusieurs programmes de recherche relatifs au patrimoine ethnographique.
Jean-Marc Pambrun est l'auteur de nombreux ouvrages, romans et pièces de théâtre. Il a également réalisé quelques films documentaires.
La décennie 1993-2003 est propice à l'écriture avec L'Allégorie de la natte (1993), Le Sale Petit Prince (1995), La Légende du scolopendre de la mer sacrée (1998), les investigations journalistiques au sein de L'Écho de Tahiti-nui (1993-1996),  l'action écologiste avec Ia ora te natura. Directeur de la Maison de la culture de Papeete entre 1998 et 2000, il écrit poèmes, nouvelles et pièces de théâtre dont La Nuit des bouches bleues (2002).
En 2004, lui a été décerné le prix Fiction 2004 du Salon du livre insulaire d'Ouessant pour sa pièce de théâtre Les Parfums du silence.
En 2005 il  livrait son premier roman Le Bambou noir et était nommé directeur du musée de Tahiti et des Îles. Il publia par la suite La Naissance de Havai'i (2006), Francis Pura Cowan, Le Maître de la pirogue polynésienne (2007), Les Voies de la Tradition (2008), La Lecture Fable théâtrale (2009), L'Île aux anthropologues (2010), Henri Hiro – Héros polynésien (2010).
Avant son décès devait paraître : un spectacle muséal : Rongo en exposition au musée de Tahiti et des Îles; un article : « Éléments pour une introduction à une autohistoire polynésienne » ;  un roman historique sur le Tahiti 1767-1815 : La Lance brisée.
Son esprit d'anticipation sur l'actualité et les évènements était toujours en éveil, c'est ce qui faisait toute sa force.
« Pour Jean-Marc Tera'ituatini, c'est dans la littérature et l'art pictural que sa vision de la culture polynésienne trouvait un espace d'expression privilégié. Par ses interventions, il tente sans cesse de renvoyer le regard occidental à son propre miroir afin d'amener chacun à reconnaître les valeurs intrinsèques aux Polynésiens. »